# Менелаос Ита
Менелаос Ита или Менелаус портус (на арабски: لتميمي, Menelaos Itha, Menelaos Portus) е древен град в Либия.
Намира се в залива на ал-Бумбах в община Дарна на брега на Либия в историческата местност Мармарика. Основан е като пристанище Menelaus Portus (Μενέλαος λιμάνι) близо до модерния Завия Умм Рукбах.
Според гръцката митология Менелаус портус е основан от Менелай (Херодот, IV 169) на брега на Киренайка, където Менелай спира при бягството му от Египет (Херодот, II 119, 12). По-късно там умира спартанския цар Агезилай II. (Корнелий Непот, Ages. 8).